# 宮口二郎 (政治家)
宮口 二郎（みやぐち じろう、1852年5月21日（嘉永5年4月3日）- 1930年（昭和5年）9月9日）は、明治から昭和初期の養蚕家、実業家、政治家。衆議院議員、群馬県会議長、群馬県碓氷郡初代原市町長。

## 経歴
上野国碓氷郡郷原村（群馬県碓氷郡原市町、安中町を経て現安中市郷原）で、薬屋絹商人・孫平、みい の二男として生まれた。兄・裕平が上京したため家督を相続した。安中藩藩校造士館教授佐々木愚山に師事し漢学を修めた。
1873年（明治6年）原市村吏員に就任し、第21大区副区長、碓氷郡書記を歴任。1879年（明治12年）第1回群馬県会議員選挙で当選し、通算6期在任し、同常置委員、同副議長を務め、1891年（明治24年）第4代議長に就任。1882年（明治15年）以降、湯浅治郎らと廃娼運動を推進した。1887年（明治20年）高津仲次郎らと上毛倶楽部を設立し自由民権運動を進めた。同年、碓氷英学校を設立し、碓氷郡内の子弟に英語の学びを提供した。1889年（明治22年）原市町初代町長として1カ月在任。
湯浅治郎の辞職に伴い1892年（明治25年）11月に実施された第2回衆議院議員総選挙群馬県第5区補欠選挙で当選し、衆議院議員に1期在任した。
1896年（明治29年）後藤新平に従い台湾に渡り、台湾総督府民政局に1905年（明治38年）まで務めた。
1879年、碓氷社九十九（つくも）組を設立して組長に就任。1894年（明治27年）から1896年まで碓氷社取締役を務めた。1912年（明治45年）4月、萩原鐐太郎から引き継ぎ第3代碓氷社社長となり、その他、帝国蚕糸 (株) 評議員、大日本蚕糸会群馬支部商議員、産業組合中央会群馬支部副会長、有限責任大日本生糸販売組合連合会顧問なども務め、蚕糸業の発展に尽力した。
また、新島襄の話を聞いたことがきっかけで、1881年（明治14年）9月、安中教会で海老名弾正から洗礼を受け、1886年（明治19年）10月、原市教会創立者の一人となり、同教会の中心メンバーとして活動した。

## 国政選挙歴
- 第1回衆議院議員総選挙（群馬県第2区、1890年7月、自由党）落選[8]
- 第2回衆議院議員総選挙補欠選挙（群馬県第5区、1892年11月、自由党）当選[7]
- 第3回衆議院議員総選挙（群馬県第5区、1894年3月、自由党）次点落選[8]

## 著作
- 『碓氷社要覧』宮口二郎、1922年。
- 編『教婦必携』碓氷社、1915年。